# Iloniemi glasbruk
Iloniemi glasbruk var ett finländskt glasbruk i Kuusjoki i Egentliga Finland. Bruket var verksam från 1857 till 1890. Iloniemi glasbruk grundades av glasblåsaren och hyttmästaren Alexander Fahler (1820–1880), som var delägare i flera finska glasbruk. Fahler var delägare och disponent i Iloniemi Glasbruksbolag, som ägde Iloniemi glasbruk, fram till sin död. Bruket tillverkade till en början ölflaskor och apoteksglas, men senare utökades produktionen med läskedrycksflaskor och hushållsglas.
Av brukets byggnader har en smedja från 1850-talet bevarats och restaurerats utvändigt. I övrigt består det tidigare bruksområdet idag av öppna gräsytor.